# Claire Mallet
 (novembre 2017).
Si vous disposez d'ouvrages ou d'articles de référence ou si vous connaissez des sites web de qualité traitant du thème abordé ici, merci de compléter l'article en donnant les références utiles à sa vérifiabilité et en les liant à la section « Notes et références ».
Claire Mallet est une conteuse musicienne et écrivaine québécoise née en Provence en France. Elle vit depuis une vingtaine d’années au Québec, en Estrie.

## Œuvres
- 2002 - Un Squelette mal dans sa peau
- 2003 - Disparition chez les lutins
- 2004 - Le Trésor de Cornaline
- 2007 - Une folle histoire de pieds
- 2008 - Ma Mémé fait des miracles
- 2009 - Ma Mémé grimpe aux arbres
- 2010 - Ma Mémé passe l'Halloween
- 2011 - Croque-Bonbon et la fée des dents
- 2012 - Croque-Bonbon et le père Noël

## Honneurs
- 2002 - Prix Alfred-Desrochers, Un Squelette mal dans sa peau